# Umer
Umer (dawniej Humer lub Humra) – wieś w Polsce położona w województwie świętokrzyskim, w powiecie kieleckim, w gminie Zagnańsk.
W latach 1975–1998 miejscowość administracyjnie należała do województwa kieleckiego.
W przeszłości był niewielką osadą fabryczną. W 1827 r. liczył 10 domów i 69 mieszkańców i należał do parafii Tumlin. W XIX w. funkcjonował tu zakład fryszerski, który przerabiał m.in. surówkę z huty "Józef" w niedalekim Samsonowie. W 1875 r. wyprodukował 10 tys. pudów (ok. 160 ton) kutych wyrobów żelaznych.
W miejscowości znajduje się zbiornik retencyjny na rzece Bobrzy, ze strzeżonym kąpieliskiem od strony wschodniej. Zbiornik oddano do użytku w 2004 r.
Dojazd z Kielc zapewniają autobusy komunikacji miejskiej linii 32.

## Części wsi
| SIMC    | Nazwa     | Rodzaj     |
| ------- | --------- | ---------- |
| 0997393 | Komorniki | przysiółek |
| 0997401 | Zarzecze  | przysiółek |

## Zabytki
- Pozostałości dawnej fryszerki